# Jōnan (Fukuoka)
Jōnan (jap. 城南区 Jōnan-ku) – jedna z siedmiu dzielnic Fukuoki, stolicy prefektury Fukuoka. Dzielnica została utworzona w 1982 roku poprzez wydzielenie części terenu z dzielnicy Nishi.
Położona jest w centralnej części miasta. Graniczy z dzielnicami: Chūō, Minami i Sawara.